# Alseodaphne garciniicarpa
Alseodaphne garciniicarpa là loài thực vật có hoa trong họ Nguyệt quế. Loài này được André Joseph Guillaume Henri Kostermans miêu tả khoa học đầu tiên năm 1973. Đây là loài đặc hữu của Malaysia bán đảo (Perak). Nó hiện đang bị đe dọa vì mất môi trường sống.